# Livádi (vattendrag)
Livádi är ett vattendrag i Cypern.   Det ligger i distriktet Eparchía Páfou, i den västra delen av landet, 70 km väster om huvudstaden Nicosia. Livádi ligger på ön Cypern.